# Athlītikos Omilos Aigaleō
L'Athlītikos Omilos Aigaleō (in greco: Αθλητικός Όμιλος Αιγάλεω), noto anche come Egaleo, è una società calcistica greca con sede nella città di Egaleo. Milita nella Souper Ligka Ellada 2, la seconda divisione del campionato greco di calcio.
I colori sociali del club sono il blu (azzurro) e il bianco. Vive una rivalità con l'altra squadra del circondario occidentale di Atene, l'Atromītos.

## Storia
L'Egaleo fu fondato nel 1931 da Demetrios Haniotis e da Georgios Aronis con il nome di Unione Atletica di Ierapolis (in greco Αθλητική Ένωση Ιεραπόλεως, Athlitiki Enosis Ieropoleos). Nel 1946, quattro società del distretto si fusero con lo AE Ierapoleos e formarono il Club Atletico Egaleo (greco: Αθλητικός Όμιλος Αιγάλεω. Athlitikos Omilos Egaleo). Questa nuova società si rafforzò nella stagione 1960-1961 per la prima promozione della sua storia nella massima serie greca. Nella stagione 1970-1971 il club terminò al quarto posto, il miglior piazzamento mai raggiunto. Nella stagione 2004-2005 l'Egaleo partecipato per la prima volta alla Coppa UEFA, venendo incluso nel gruppo E insieme a Partizan Belgrado, Lazio, Middlesbrough e Villarreal. L'Egaleo ha guadagnato un solo punto in quattro partite ed è uscito subito. In quella stessa stagione l'Egaleo ha concluso il campionato al sesto posto, dopo il PAOK, con 45 punti (in 30 gare). Nella stagione 2006-2007, sotto la guida di Georgios Hatzaros, è retrocessa in seconda serie.

## Stadio
La squadra gioca nello stadio "Stavro Mavrothalassitis". Il nome è quello di un sindaco di Egaleo, Stavro Mavrothalassitis, che aveva avuto un importante ruolo nella costruzione della stadio. La capacità dello stadio è di 8.217 spettatori.

## Statistiche e record

### Partecipazioni alle competizioni
- Stagioni nella Souper Ligka Ellada: 23
- Stagioni in Coppa UEFA: 1
- Stagioni in Coppa Intertoto: 3

### Statistiche nelle competizioni UEFA
Tabella aggiornata alla fine della stagione 2017-2018.
| Competizione                  | Partecipazioni | G | V | N | P | RF | RS |
| ----------------------------- | -------------- | - | - | - | - | -- | -- |
| Coppa UEFA/UEFA Europa League | 1              | 6 | 1 | 2 | 3 | 4  | 12 |
| Coppa Intertoto               | 3              | 6 | 1 | 2 | 3 | 9  | 12 |

## Organico

### Rosa 2022-2023
Rosa aggiornata al 28 febbraio 2023.
| N. |                      | Ruolo | Calciatore               |
| -- | -------------------- | ----- | ------------------------ |
| 1  | Grecia (bandiera)    | P     | Michalis Christodoulidis |
| 4  | Albania (bandiera)   | C     | Luan Skenderaj           |
| 5  | Grecia (bandiera)    | D     | Michalis Papanikolas     |
| 7  | Grecia (bandiera)    | A     | Andreas Vlachomitros     |
| 8  | Grecia (bandiera)    | C     | Giannis Stamatakis       |
| 9  | Grecia (bandiera)    | A     | Christos Kollas          |
| 10 | Grecia (bandiera)    | C     | Ilias Tsiligiris         |
| 11 | Grecia (bandiera)    | C     | Konstantinos Tsitsaris   |
| 12 | Grecia (bandiera)    | A     | Giannis Paltoglou        |
| 14 | Grecia (bandiera)    | D     | Giannis Pechlivanopoulos |
| 15 | Grecia (bandiera)    | D     | Michalis Bousis          |
| 17 | Grecia (bandiera)    | C     | Alexios Nikolakopoulos   |
| 18 | Argentina (bandiera) | C     | Cristian Ramírez         |
| 20 | Grecia (bandiera)    | P     | Georgios Sikalias        |

| N. |                         | Ruolo | Calciatore             |
| -- | ----------------------- | ----- | ---------------------- |
| 24 | Grecia (bandiera)       | C     | Giannis Bastianos      |
| 26 | Grecia (bandiera)       | C     | Dimitrios Polychronis  |
| 27 | Argentina (bandiera)    | C     | Juan Mattea            |
| 28 | Grecia (bandiera)       | C     | Spyros Fourlanos       |
| 30 | Grecia (bandiera)       | C     | Elini Dīmoutsos        |
| 73 | Sierra Leone (bandiera) | C     | John Kamara            |
| 77 | Grecia (bandiera)       | C     | Georgios Drenogiannis  |
| 80 | Grecia (bandiera)       | C     | Athanasios Kostanasios |
| 84 | Grecia (bandiera)       | A     | Andreas Stamatis       |
| 88 | Albania (bandiera)      | C     | Gertin Hoxhalli        |
| 90 | Grecia (bandiera)       | A     | Vasilios Raftopoulos   |
| 99 | Grecia (bandiera)       | P     | Dimitrios Skafidas     |
|    | Grecia (bandiera)       | D     | Angelos Karatasios     |
|    | Grecia (bandiera)       | D     | Vasilios Spinos        |

### Organigramma
- Presidente:  Dimitrios Koukis
- Segretario:  Evangelos Pistolis
- Addetto stampa:  Theodoros Papadopoulos

## Palmarès

### Competizioni nazionali
- Beta Ethniki: 3

1976-1977, 1982-1983, 2000-2001
- Gamma Ethniki: 2

1998-1999 (gruppo 1), 2018-2019 (gruppo 7)
- Delta Ethniki: 2

1995-1996 (gruppo 1), 2012-2013 (gruppo 8)

### Altri piazzamenti
- Coppa di Grecia:

Semifinalista: 1969-1970, 1983-1984, 2002-2003
- Beta Ethniki:

Secondo posto: 1959-1960 (girone Centro), 1999-2000
- Gamma Ethniki:

Secondo posto: 1990-1991 (gruppo 1), 2017-2018 (gruppo 8)
- Delta Ethniki:

Terzo posto: 2010-2011 (gruppo 8), 2011-2012 (gruppo 8)